# عريسية
العُريسية (الاسم العلمي: Galidiinae)،هي فصيلة من الحيوانات آكلة اللحوم يقتصر وجودها على مدغشقر وتضم ستة أنواع مصنفة في أربعة أجناس. جنبا إلى جنب مع الأنواع الثلاثة الأخرى من آكلات اللحوم الأصلية في مدغشقر، بما في ذلك الفوسا، تُصنف حاليا في فصيلة الفلنوكيات ضمن رتيبة سنوريات الشكل. العُريسية هي أصغر الحيوانات آكلة اللحوم في مدغشقر، وتزن بشكل عام حوالي 600 إلى 900 جرام. وهي حيوانات رشيقة وقصيرة الأرجل ولها ذيول حلقية طويلة كثيفة.
وهي تشبه إلى حد كبير النمسيات في قارة إفريقيا وجنوب أوراسيا، واللاتي يوصنفن معن حتى عام 2006، وبناء على ذلك يقال إنها "تشبه النمس" بل توصف بالنمس الملغاشي. الاسم الملغاشي فونتسيرا هو اسم شائع أو اسم مستعار للعديد من الأنواع.